# Фізика м'якої речовини
Фі́зика м'яко́ї речовини́ — розділ фізики, що вивчає речовини, в яких значні деформації можуть відбуватися внаслідок теплових флуктуацій або при зміні тиску, порівняному з флуктуаційним. До м'яких середовищ належать рідини, колоїдні розчини, полімери, піна, гелі, гранульовані матеріали, рідкі кристали, біологічні матеріали тощо.
Поняття м'якої речовини зайняло міцне місце у фізиці конденсованого середовища. Цим терміном окреслюють коло об'єктів, що відносились до сфери хімічних, біологічних або матеріалознавчих досліджень. М'які середовища: звичайні рідини, кристали та аморфні тіла, матеріали зі складною внутрішньою структурою (до яких належать і м'які конденсовані середовища), квантові рідини (електронна рідина в металах, нейтронна — в нейтронних зорях, надплинні середовища), тощо. Часто їхні властивості бувають складні, що доводиться попередньо розглядати спрощені математичні моделі. В результаті дослідження математичних моделей середовищ став одним із напрямків в фізиці м'якої речовини.